# Міністр координації оборони (Велика Британія)
Міністр координації оборони (Велика Британія) (англ. Minister for Co-ordination of Defence) — державний секретар в уряді Сполученого Королівства, посада якого існувала в періоди з 1936 по 1940 року. Сучасним еквівалентом посади міністра координації оборони є Державний секретар з питань оборони.
| Головні політичні посади англійських/британських Збройних сил: |                                                    |                                                          |                                                    |                                                    |
|                                                                | Королівський флот                                  | Британська армія                                         | Королівські ПС                                     | Координаційна                                      |
| 1628                                                           | Перший лорд адміралтейства (1628—1964)             |                                                          |                                                    |                                                    |
| 1794                                                           | Перший лорд адміралтейства (1628—1964)             | Державний секретар з питань війни (1794—1801)            |                                                    |                                                    |
| 1801                                                           | Перший лорд адміралтейства (1628—1964)             | Державний секретар з питань війни та колоній (1801—1854) |                                                    |                                                    |
| 1854                                                           | Перший лорд адміралтейства (1628—1964)             | Державний секретар з питань війни (1854—1964)            |                                                    |                                                    |
| 1919                                                           | Перший лорд адміралтейства (1628—1964)             | Державний секретар з питань війни (1854—1964)            | Державний секретар авіації (1919—1964)             |                                                    |
| 1936                                                           | Перший лорд адміралтейства (1628—1964)             | Державний секретар з питань війни (1854—1964)            | Державний секретар авіації (1919—1964)             | Міністр координації оборони (1936—1940)            |
| 1940                                                           | Перший лорд адміралтейства (1628—1964)             | Державний секретар з питань війни (1854—1964)            | Державний секретар авіації (1919—1964)             | Міністр оборони (1940—1964)                        |
| 1964                                                           | Державний секретар з питань оборони (1964–по т.ч.) | Державний секретар з питань оборони (1964–по т.ч.)       | Державний секретар з питань оборони (1964–по т.ч.) | Державний секретар з питань оборони (1964–по т.ч.) |

Посада була заснована прем'єр-міністром Стенлі Болдвіном у відповідь на критику, що британські збройні сили поступаються нацистській Німеччині. Цю кампанію очолював Вінстон Черчилль, і багато хто очікував, що його призначать новим міністром, хоча політики та коментатори також спекулювали майже на кожній іншій вищій фігурі Національного уряду. Попри це, вибір Болдуїном генерального прокурора сера Томаса Інскіпа викликав загальне здивування. Відоме зауваження: «Це найцинічніше призначення з тих пір, як Калігула зробив свого коня консулом». Зараз Болдуїн розглядає це призначення як знак обережності, який не бажав призначати когось на кшталт Черчилля, кого б іноземні держави сприйняли як ознаку підготовки Сполученого Королівства до війни, а також як бажання уникнути призначення на цю важливу посаду суперечливого і радикального міністра.
У 1939 році Інскіпа змінив перший морський лорд лорд Чатфілд. Коли почалася Друга світова війна, новий прем'єр-міністр Невілл Чемберлен сформував невеликий військовий кабінет, і очікувалося, що Чатфілд буде служити речником трьох військових міністрів: державного секретаря з питань війни, першого лорда Адміралтейства і Державного секретаря авіації; однак політичні міркування призвели до того, що всі три посади були включені до кабінету, і роль Чатфілда ставала все більш зайвою. У квітні 1940 року посаду було офіційно ліквідовано, а функції передано іншим міністрам.
Наступного місяця Чемберлена змінив на посаді прем'єр-міністра Черчилль, який отримав додаткову посаду «міністра оборони».

## Список Міністрів координації оборони
| Міністр | Міністр | Міністр                  | Час у посаді    | Час у посаді  | Політична партія     |
| ------- | ------- | ------------------------ | --------------- | ------------- | -------------------- |
|         |         | Томас Інскіп (1876—1947) | 13 березня 1936 | 29 січня 1939 | Консервативна партія |
|         |         | Ерні Чатфілд (1873—1967) | 29 січня 1939   | 3 квітня 1940 | Національний уряд    |